# Usnula Venera
Usnula Venera (talijanski: Venere dormiente), poznata i kao Dresdenska Venera (Venere di Dresda), je jedna od posljednjih slika velikog mletačkog renesansnog slikara Giorgionea iz oko 1510. godine. Slika se tradicionalno pripisuje Giorgioneu, iako se već odavno vjeruje kako ju je dovršio Tizian, nakon Giorgioneove smrti 1510. godine. U 21. stoljeću mnogi znanstvenici smatraju da je goli lik Venere naslikao Tizian, ostavljajući Giorgioneov doprinos neizvjesnim, te se drži da je on naslikao tek krajolik i nebo.
Slika prikazuje golu ženu čiji profil kao da odražava kontura brda u pozadini. To je prvi potpuno nagi akt u zapadnjačkom slikarstvu, te zajedno s Pastoralnim koncertom), drugom slikom koja se drži za Tizianovo i Giorgioneovo djelo, uspostavila je „žanr erotske mitološke pastorale” sa ženskim aktovima u krajoliku, popraćen na drugoj slici odjevenim muškarcima. Pojedinačna gola žena u bilo kojem položaju postala je čest motiv slikarstva od nastanka ove slike, a iako je ostala popularna stoljećima nakon toga, „ženski akt koji leži postao je prepoznatljivo obilježje venecijanskog slikarstva”.
Slika se razlikuje od Botticellijeve božice (Rođenje Venere (Botticelli), koja stoji naga prilikom svog rođenja, ali odmah biva pokrivena, dok Giorgioneova Venera spava, a njezino nago tijelo nalazi svoj odjek u krivuljama brda prizora s pozadine. Dok je donja linija tijela jedna kriva linija, gornja je obliku valova polazeći od glave preko grudi do ruke koja je spuštena preko stidnog brežuljka, što je diskretna i sugestivna gesta. Senzualni efekt slike pojačan je toplim tonovima i prirodnom teksturom njezinog tijela, što je naglašeno plahtama na kojima leži. Najvjerojatnije je rađena za privatnog kolekcionara, možda je čak bila i pokrivana zavjesom, kao što je bilo uobičajeno s takvim slikama u kasnijim stoljećima. Naime, Usnula Venera je djelo izuzetne važnosti zbog utjecaja kojega je ostavila na kasnije predstave ležeće božice Venere u povijesti umjetnosti, ponavljajući se kao tema od renesanse, baroka i impresionizma do moderne umjetnosti. 
| Ležeći ženski akt u slikarstvu (1520. – 1900.) | Ležeći ženski akt u slikarstvu (1520. – 1900.) | Ležeći ženski akt u slikarstvu (1520. – 1900.) | Ležeći ženski akt u slikarstvu (1520. – 1900.) | Ležeći ženski akt u slikarstvu (1520. – 1900.) |
| ---------------------------------------------- | ---------------------------------------------- | ---------------------------------------------- | ---------------------------------------------- | ---------------------------------------------- |
|                                                |                                                |                                                |                                                |                                                |
| Girolamo da Treviso, 1520.                     | Tizian, 1534.                                  | Bordone, 1540.                                 | Annibale Carracci, 1602.                       | Artemisia Gentileschi, 1625.                   |
|                                                |                                                |                                                |                                                |                                                |
| Reni, 1639.                                    | Velázquez, oko 1650.                           | Goya, 1792.                                    | Cabanel, 1863.                                 | Manet, 1863.                                   |

Rendgenski snimci su otkrili kako je izvorno pored Venerinih stopala klečao lik Kupida, koji je u 19. stoljeću, nakon što je djelo bilo oštećeno, preslikan. Tada je izmijenjen i krajolik na obje strane, kao i boja draperije, a glava Venere je izvorno bila u profilu, što je čini vrlo sličnom Tizijanovoj kasnijoj slici, Venera Pardo (Louvre).
Prema Rinaldiju, slika je prvobitno bila dio zbirke Girolama Marcella u Veneciji gdje ju je 1525. god. opisao Marcantonio Michiel, mletački patricij zainteresiran za umjetnost. Potom je prešla u zbirku vojvoda Istoka, loze koja je vladala vojvodstvima od Ferare i Modene. Godine 1695., zajedno s više djela kupuje ju poljski kralj i poljsko-litavski knez iz njemačke dinastije Wettin, August II. Jaki. Slika se danas nalazi u Gemäldegalerie u Dresdenu, a nakon Drugog svjetskog rata slika je nakratko bila u posjedu Sovjetskog Saveza.

## Poveznice
- Rođenje Venere

## Vanjske poveznice
|  | Zajednički poslužitelj ima još gradiva o temi Usnula Venera |

- Giorgione i Titian  Arhivirana inačica izvorne stranice od 2. ožujka 2011. (Wayback Machine) (njem.)
- Usnula Venera na službenim strannicama muzeja Staatliche Kunstsammlungen Dresden (njem.)